# Finales de la ABA de 1969
Las Finales de la ABA de 1969 fueron las series definitivas de los playoffs de 1969 y suponían la conclusión de la temporada 1968-69 de la ABA, con victoria de Oakland Oaks, campeón de la División Oeste, sobre Indiana Pacers, campeón de la División Este. El enfrentamiento reunió a 2 futuros miembros del Basketball Hall of Fame, ambos de los Oaks, Larry Brown, que sería elegido en 2002 como entrenador, y Rick Barry.

## Resumen
| Partido | Fecha       | Equipo local | Resultado | Equipo visitante |
| ------- | ----------- | ------------ | --------- | ---------------- |
| 1       | 30 de abril | Oakland      | 123-114   | Indiana          |
| 2       | 2 de mayo   | Oakland      | 122-150   | Indiana          |
| 3       | 3 de mayo   | Indiana      | 126-134   | Oakland          |
| 4       | 5 de mayo   | Indiana      | 117-144   | Oakland          |
| 5       | 7 de mayo   | Oakland      | 135-131   | Indiana          |

Oaks gana las series 4-1

## Enfrentamientos en temporada regular
Durante la temporada regular, los Oaks y los Pacers se vieron las caras en seis ocasiones, jugando tres encuentros en el Oakland-Alameda County Coliseum Arena y otros tres en el Indiana State Fair Coliseum. Los Oaks ganaron todos los enfrentamientos.
| 18 de octubre | Oakland Oaks | 144–133 | Indiana Pacers |                                                |
|               |              |         |                |                                                |
|               |              |         |                | Pabellón: Indiana State Fair Coliseum, Indiana |

| 7 de noviembre | Indiana Pacers | 128–153 | Oakland Oaks |                                                          |
|                |                |         |              |                                                          |
|                |                |         |              | Pabellón: Oakland-Alameda County Coliseum Arena, Oakland |

| 28 de diciembre | Oakland Oaks | 129–121 | Indiana Pacers |                                                |
|                 |              |         |                |                                                |
|                 |              |         |                | Pabellón: Indiana State Fair Coliseum, Indiana |

| 30 de enero | Indiana Pacers | 143–146 (PR.) | Oakland Oaks |                                                          |
|             |                |               |              |                                                          |
|             |                |               |              | Pabellón: Oakland-Alameda County Coliseum Arena, Oakland |

| 8 de febrero | Oakland Oaks | 118–103 | Indiana Pacers |                                                |
|              |              |         |                |                                                |
|              |              |         |                | Pabellón: Indiana State Fair Coliseum, Indiana |

| 27 de marzo | Indiana Pacers | 110–122 | Oakland Oaks |                                                          |
|             |                |         |              |                                                          |
|             |                |         |              | Pabellón: Oakland-Alameda County Coliseum Arena, Oakland |